# فينيزيلية
كانت الفينيزيلية واحدة من الحركات السياسية الكبرى في اليونان من بدايات القرن العشرين وحتى أواسط السبعينيات من نفس القرن.

## الأفكار الرئيسية
كانت تشتمل السمات الرئيسية للفينيزيلية، التي تمت تسميتها بهذا الاسم على اسم إلفثيريوس فينيزيلوس على ما يلي:
- معارضة الملكية. رغم اعتدال فينيزيلوس حيال المؤسسة الملكية، إلا أن الصراع بين الفينيزيليين ومؤيدي الملكية من المحافظين كانت السمة الرئيسية للسياسة اليونانية أثناء أغلب القرن العشرين.
- التحالف مع الدول الديمقراطية الغربية (خصوصًا مع الولايات المتحدة وفرنسا ضد ألمانيا في الحرب العالمية الأولى والحرب العالمية الثانية، والولايات المتحدة ضد الاتحاد السوفيتي أثناء الحرب الباردة). لقد كان الصراع ضد الملك قنسطنطين الأول للدخول في الحرب العالمية الأولى في جانب الوفاق الثلاثي أكبر الإجراءات الدراماتيكية (وبعد ذلك أكبر الإجراءات التي تم الاحتفاء بها.
- دعم فكرة ميغالي، المتابعة القوية لضم كل الأراضي ذات الأغلبية اليونانية إلى اليونان. وقد كان ضم كريت إلى اليونان الحدث الذي دفع فينيزيلوس (الذي كان كريتي نفسه) إلى السياسة اليونانية.
- القومية التحررية. كان الفينيزيليون يوصفون بشكل متكرر على أنهم قوميين، رغم أنهم فيما يتعلق بهذه السمة، لم يكونوا يختلفون كثيرًا عن معارضيهم من المتحفظين.
- الحداثة السياسية والاجتماعية والاقتصادية، سياسات الاقتصاد المختلط، والاقتصاد المفتوح، مع التركيز كذلك على دور الشتات اليوناني.

## معلومات تاريخية

### الحزب الليبرالي

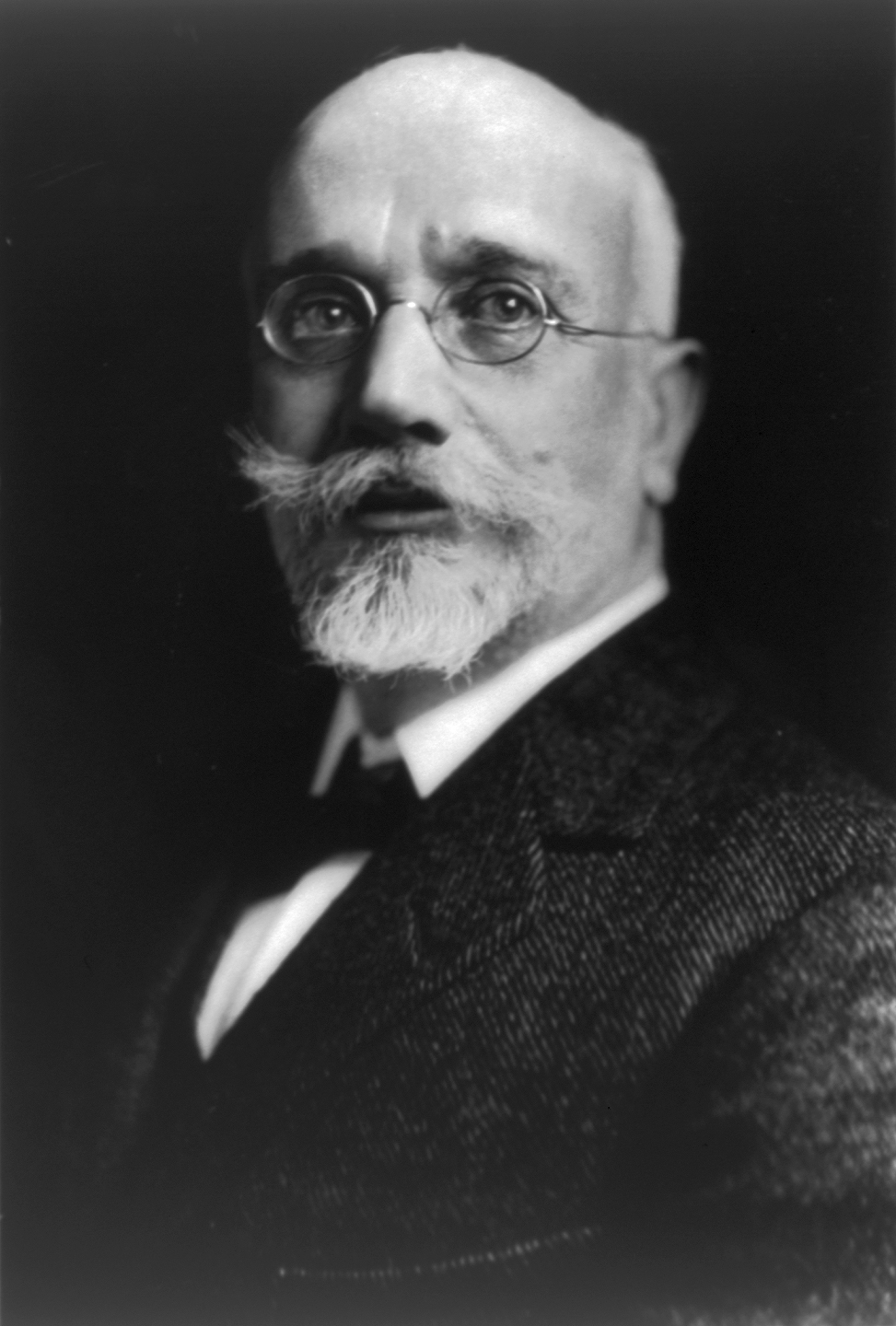
إليفثيريوس فينيزيلوس

حكم حزب فينيزيلوس الليبرالي اليونان من عام 1910 وحتى عام 1916. وفي هذا العام، الذي قرر الملك فيه الدخول في الحرب العالمية الأولى في صف الوفاق، قام فينيزيلوس بالثورة ضد الملك وقام بتشكيل حكومة مؤقتة في الشمال. وقد استعاد السيطرة الكاملة على الدولة وحكمها إلى أن خسر في انتخابات عام 1920.
وبعد فترة أزمة (بما في ذلك حكومتان عسكريتان قصيرتان معارضتان لفينيزيلوس بعد انقلاب نيكولاس بلاستيراس، عاد الليبراليون إلى السلطة من عام 1928 وحتى 1932. وقد شكل سوفوكليس فينيزيلوس وجورج باباندريو الفينيزيليون أساس الحكومة اليونانية في المنفى أثناء احتلال المحور لليونان (1941–1944)، وقد شغل عدة مناصب سلطوية أثناء الخمسينيات من القرن العشرين.

### الاتحاد المركزي

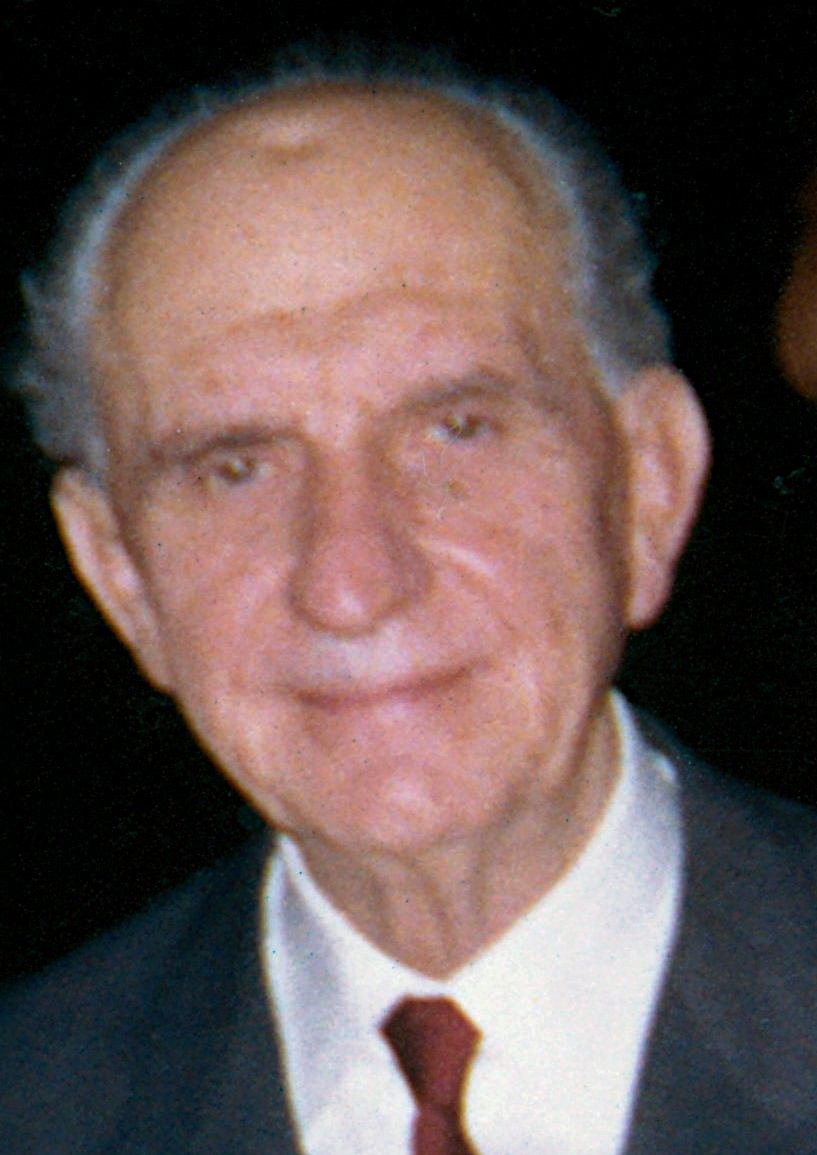
جورج باباندريو، زعيم الاتحاد المركزي.

قام جورج باباندريو بعمل الاتحاد المركزي في عام 1961، كتحالف للفينيزيليين والمحافظين التقدميين. وفي عام 1963، تم انتخاب الحزب واستمر في السلطة حتى عام 1965، عندما شق الجناح اليميني له الصف في الأحداث المعروفة باسم الردة.

### الاتحاد الديمقراطي المركزي
بعد حكم المجلس العسكري في الفترة بين 1967-1974، شكل الفينيزيليون حزب الاتحاد المركزي - القوات الجديدة، التي تطورت بعد ذلك لتكون اتحاد المركز الديمقراطي (باليونانية: ΕΔΗΚ)‏. أثناء استمرار شهرة إرث الفينيزيليين، كانت نتائج الانتخابات مخيبة للآمال حيث أدى إلغاء الملكية والتخفيف من الدعم للقومية اليونانية بعد السنوات السبع التي حكم فيها المجلس العسكري والغزو التركي لقبرص في عام 1974 وحركة كارامانليس إلى إضعاف الفروق بين التحرريين ومعارضيهم المحافظين السابقين، في حين أن حزب الحركة الاشتراكية اليونانية (PASOK) كان يستحوذ على الدعم في الجانب اليساري.

## الإرث
رغم أن صورة فينيزيلوس ما زالت تحظى بشعبية كبيرة في اليونان اليوم، إلا أن الفينيزيلية لم تعد قوة كبيرة في السياسة اليونانية. ومع ذلك، فإن هيبة واحترام فينيزيلوس ودلالات أيديولوجيته فيما يتعلق بالجمهورية والإصلاحات التقدمية تعني أن أغلب القوى السياسية الرئيسية تتبنى إرثه السياسي. واليوم، هناك القليل من التحركات «الفينيزيلوسية» في اليونان. في انتخابات عام 2004 للبرلمان الأوروبي، كان حزب الفينيزيليين الرائد هو اتحاد أحزاب الوسط، حيث لم يحصلوا إلا على 0.54% من شعبية أصوات اليونان. وقد تم تأسيس محاولة لإعادة إحياء الحزب الليبرالي الأصلي، بنفس الاسم، في الثمانينيات من القرن العشرين على يد حفيد فينيزيلوس.

## الحركة الفينيزيلية المضادة
كانت مجموعة من السياسيين المتحدين من ذوي التوجهات السياسية المختلفة خلال أول عشرة أعوام من القرن العشرين ضد سياسة فينيزيليوس. ومن بين النقاط الشائعة المشتركة بينهم النقد الموجه ضد سياسة فينيزيليوس المؤيدة بشدة الوفاق الثلاثي أثناء الحرب العالمية الأولى وعدم اتفاقهم معه فيما يتعلق بسياسته حيال فكرة ميغالي ونتائجها (فيما يتعلق بالعلاقات مع تركيا واليونانيين الذين كانوا مازالوا تحت السيادة العثمانية) وفيما بعد التبادل السكاني. ومن النقاط الشائعة كذلك لمعارضي الفينيزيلية التردد فيما يتعلق بالحداثة الاجتماعية والاقتصادية للدولة.